# William Alexander Hammond

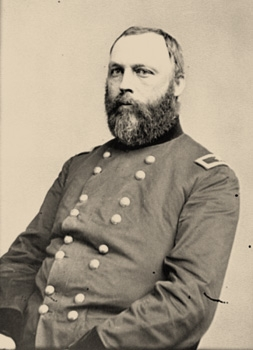
William Alexander Hammond

William Alexander Hammond, född 28 augusti 1828 i Annapolis, Maryland, död 5 januari 1900 i Washington, D.C., amerikansk läkare, professor.
Hammond blev 1849 läkare i Förenta staternas armé, 1859 professor i anatomi och fysiologi vid universitetet i Baltimore, tog vid inbördeskrigets början (1861) ånyo anställning som militärläkare och var i april 1862-64 arméns överläkare. Kort därefter blev han överläkare vid hospitalet för nervsjukdomar i New York.
Han är framförallt känd för att 1871 ha beskrivit atetos (av grek. athetos, utan fast ställning), en sjukdom som karakteriseras av ofrivilliga, långsamma rörelser huvudsakligen med fingrarna och händerna, vilka kan inta de mest egendomliga ställningar. Rörelserna upphör vanligen under sömnen. Oftast är atetosen en följdsjukdom efter akut hjärninflammation hos barn, men kan också uppträda vid epilepsi och svåra former av sinnessjukdom.
Bland hans skrifter märks Physiological memoirs (1863), On hygiene, with special reference to the military service (1863), Insanity in its medico-legal relations (1866), Sleep and its derangements (1869), A treatise on the diseases of the nervous system (1871; sjunde upplagan 1881), Clinical lectures on diseases of the nervous system (1874) m.fl.